# Cão de Jennings

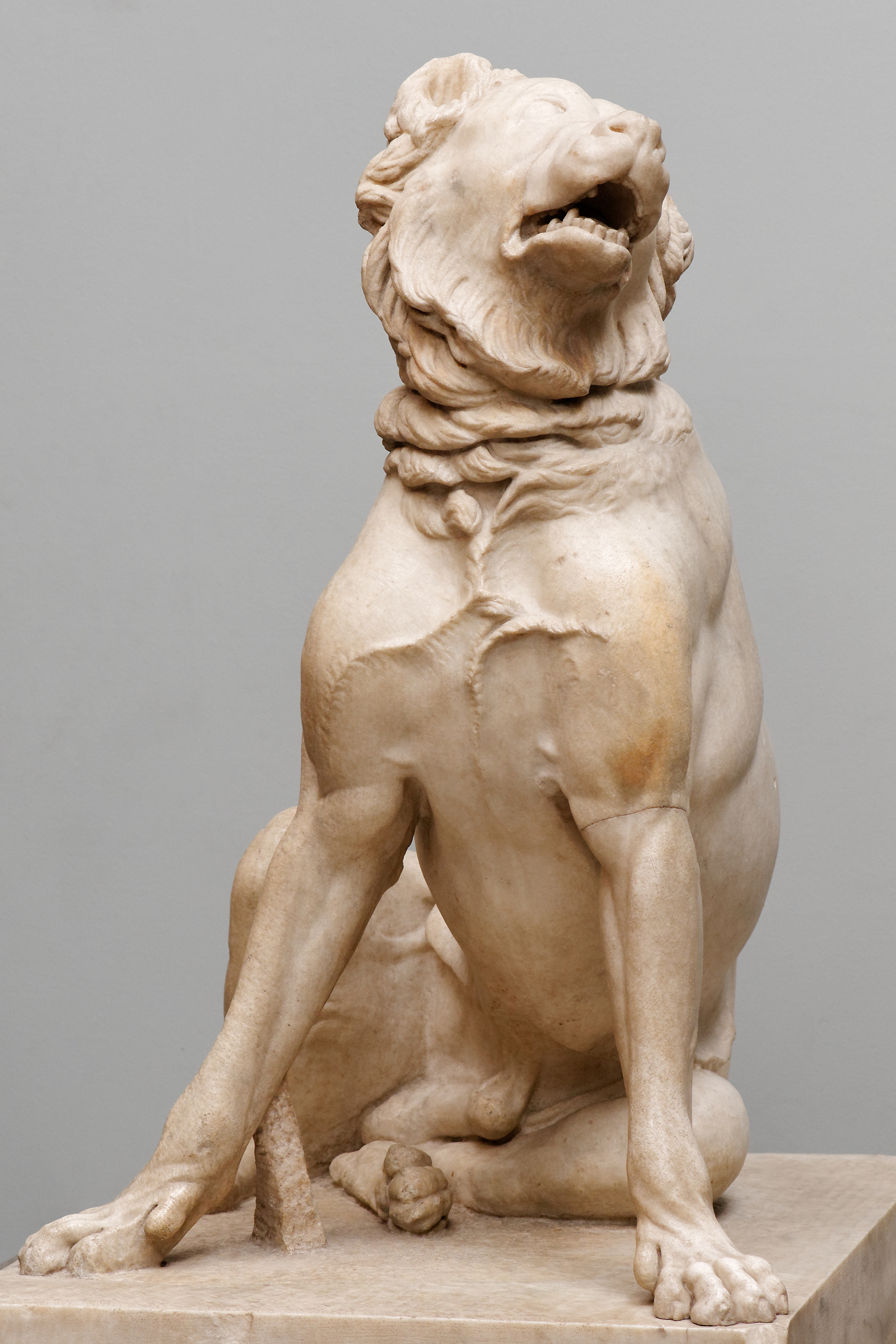
Cão de Jennings, em exposição no Museu Britânico

Cão de Jennings (também conhecido como O Cão Duncombe ou O Cão de Alcibiades) é uma escultura romana de um cachorro com uma cauda ancorada. Nomeado para seu primeiro proprietário moderno, Henry Constantine Jennings, é uma cópia romana do século II de um original de bronze helenístico. O original foi provavelmente do século II a.C. Possui 1,05 metro de altura; seu focinho leonino e uma perna foram reparados desde sua redescoberta. Embora seja uma das poucas esculturas de animais sobreviventes da antiguidade, um par de mastins de mármore semelhantes do mesmo modelo pode ser visto na Corte Belvedere dos Museus do Vaticano.

## Cachorro molossiano
É identificado no Museu Britânico como um cão de guarda molossiano. A raça molossiana era nativa de Épiro, no noroeste da Grécia, que foi saqueada por Roma em 168 a.C. portanto supõe-se que ela tenha sido associada a algum monumento cívico em Épiro e que tenha sido trazida para Roma. Plínio menciona um cão de bronze altamente valorizado que sobreviveu em Roma em sua vida, antes de se perder em 69 d.C. 
... nossa própria geração viu no Capitólio, antes de incendiar as mãos dos adeptos de Vitélio, no santuário de Juno, uma figura de bronze de um cão lambendo sua ferida, a excelência milagrosa e a verdade absoluta para cuja vida é demonstrada não apenas pelo fato de sua dedicação naquele local, mas também pelo método adotado para segurá-la; pois, como nenhuma soma de dinheiro parecia igual ao seu valor, o governo decretou que seus custodiantes deveriam ser responsáveis pela segurança de suas vidas.

## Descoberta e compra
A escultura em pedra foi descoberta em Monte Cagnuolo, perto do antigo Lanuvium, local de uma vila imperial de Antoninus Pius, 32 km a sudeste de Roma, onde provavelmente foi feito; seu primeiro proprietário moderno foi o escultor, restaurador e comerciante de antiguidades Bartolomeo Cavaceppi. Henry Constantine Jennings viu em uma pilha de escombros na oficina de Cavaceppi em Roma entre 1753 e 1756, comprou por 400 scudi e levou de volta para a Grã-Bretanha. 
A escultura ficou famosa na chegada à Grã-Bretanha, elogiada por Horace Walpole entre um escasso punhado de esculturas romanas de animais, com réplicas que se pensava fazer "uma aparência mais nobre em um salão de cavalheiros", nas palavras de Dr. Johnson. 

## "O cachorro de Alcibíades"
Uma história na vida de Alcibíades, em Plutarco, conta que o estadista era dono de um cachorro grande e bonito, cuja cauda foi cortada por Alcibíades, a fim de invocar piedade dos atenienses e distraí-los de suas piores ações. A cauda quebrada dessa escultura levou Jennings a ligá-la a essa história, chamando-a de "o cachorro de Alcibíades"; sob este título, um par de cópias em pedra de Portland foram instaladas por Robert Adam em Newby Hall, Yorkshire, por volta de 1780, e no final do século XIX, um par de pedra fundida foi colocado nos jardins de Basildon Park, Berkshire. Um par do século XIX, esculpido em serpentina, foi vendido por Bonham's, Londres, em 2005.

## "O cachorro de Duncombe"
Na liquidação de suas dívidas de jogo em 1778, Jennings foi forçado a vender a escultura, afirmando que "era um bom cachorro, e um cachorro sortudo era eu para comprá-lo". O cão foi logo vendido em Phillips por 1000 libras ao Rt Hon Charles Duncombe. James Boswell registra uma conversa entre Johnson e outros membros do Clube Literário, na época da venda da estátua, na qual Edmund Burke exclamou "Mil guinéus! A representação de nenhum animal vale tanto", à qual o Dr. Johnson respondeu: "Senhor, não é o valor da coisa, mas a habilidade em forma-la, que é tão estimada. Qualquer coisa que amplie a esfera dos poderes humanos, que mostre ao homem que ele pode fazer o que ele pensava que não poderia fazer, é valiosa".
Por 150 anos, a escultura ficou de guarda no hall de entrada do Duncombe Park, a mansão da família em Yorkshire; foi descrito com entusiasmo lá em 1859: "Entre as estátuas deste apartamento, nota-se uma excelente escultura antiga, representando o Cão de Alcibíades, considerado obra de Myron, um escultor grego". Permaneceu lá, longe da vista do público, até 1925. Naquele ano, os impostos sobre a herança forçaram os Duncombes a alugar o salão da Queen Mary's School for Girls, cujos boatos diziam que os alunos alimentavam sanduíches de Marmite indesejados. 

## O Museu Britânico
Finalmente foi vendido pelo descendente de Thomas Duncombe, Charles Anthony Peter Duncombe, 6º Barão Feversham, em 2001. A Sarah Campbell Blaffer Foundation, no Museu de Belas Artes de Houston, tentou comprá-la (a escultura havia sido mostrada nos Estados Unidos nos anos 80), pelo preço de US$ 950.000, mas a concessão de uma licença de exportação foi adiada pelo governo do Reino Unido. O Heritage Lottery Fund, o Fundo Nacional de Coleções de Arte, o British Museum Friends, o Duthie Fund, o Ready Bequest, o Fundo de Cariátides, a Sra. Barbara G. Fleischman, o Sr. Frank A. Ladd e o Ready Bequest já haviam prometido fundos para ajudar a "salvá-lo para a nação". Com a escultura em exibição temporária em sua Grande Corte, o atraso na exportação permitiu ao Museu Britânico tempo suficiente para arrecadar as restantes 662.297 libras através de um apelo público e, assim, adquiri-la permanentemente. Está agora em exibição permanente na galeria 22 do Museu Britânico.